# Klement X.
Klement X., vlastním jménem Emilio Altieri (13. července 1590, Řím – 22. července 1676, Řím) byl od roku 1670 do své smrti v létě 1676 papežem.